# Vernon, Florida
Pour plus de détails, voir Fiche technique et Distribution.
Vernon, Florida est un film américain sorti en 1981.

## Synopsis
Ce documentaire suit plusieurs habitants excentriques de la ville de Vernon en Floride.

## Fiche technique
- Titre français : Vernon, Florida
- Réalisation : Errol Morris
- Pays d'origine : États-Unis
- Format : Couleurs - 35 mm - 1,66:1 - Mono
- Genre : documentaire
- Durée : 55 minutes
- Date de sortie : 1981